# Omphalotropis laticosta
Omphalotropis laticosta es una especie de molusco gasterópodo de la familia Assimineidae en el orden de los Mesogastropoda.

## Distribución geográfica
Es endémica de Guam.  